# Richard Torriani
Richard "Bibi" Torriani (1. října 1911, Svatý Mořic, Švýcarsko – 3. září 1988, Chur, Švýcarsko) byl švýcarský hokejový útočník a sáňkař.

## Hokejová kariéra

### Klubová kariéra
Působil nejprve v klubu EHC St. Moritz, od roku 1929 hrával za HC Davos. Tam v roce 1933 spolu s Hansem Cattinim a Ferdinandem Cattinim vytvořil slavný útok, který byl ozdobou klubu i švýcarské reprezentace. Podle závěrečné slabiky jejich příjmení se útok označoval jako ni-Linie. V Davosu hrál až do konce aktivní kariéry v roce 1950 a vybojoval v jeho dresu 18 titulů mistra Švýcarska.

### Reprezentační kariéra
Byl dlouholetým pilířem švýcarské reprezentace. Hrál již na olympijských hrách v roce 1928 ve Svatém Mořici, kde Švýcaři v domácím prostředí získali bronzovou medaili. Úspěch zopakovali opět ve Svatém Mořici na olympiádě v roce 1948, kdy byl Torriani opět členem týmu. Mezitím reprezentoval na olympijských hrách 1936 a řadě světových šampionátů. Celkem vybojoval z Mistrovství světa v ledním hokeji jednu stříbrnou medaili (v roce 1935) a pět bronzových medaili (včetně zmíněných dvou olympiád, na nichž byl hokejový turnaj hrán současně jako mistrovství světa; zbylé bronzové medaile s týmem vybojoval v letech 1930, 1937 a 1939). V letech 1935 a 1939 šlo zároveň o titul mistrů Evropy. Za svou reprezentační kariéru trvající přes 20 let nastoupil ke 111 utkáním a vstřelil 105 gólů.

### Trenérská kariéra
Po skončení aktivní kariéry působil jako trenér, mimo jiné u reprezentace Švýcarska, Itálie či v HC Davos.

## Sáňkařská kariéra
V padesátých letech se na vrcholné úrovni věnoval sáňkařství. V roce 1957 na mistrovství světa v Davosu obsadil v jednotlivcích druhé místo.

## Ocenění
- na olympijských hrách v roce 1948 přednesl olympijský slib za sportovce
- v roce 1997 byl uveden do hokejové Síně slávy Mezinárodní hokejové federace